# Aide à la communication écrite
L’aide à la communication écrite est un système personnalisé qui est utilisé dans le but d’améliorer les habiletés d’un individu avec des incapacités.

## Définition
Selon Swinth (2005) , l’aide à la communication écrite est une aide technologique électrique attribuée à un enfant ayant des difficultés à participer adéquatement aux situations scolaires dues à ses incapacités. L’aide employée est utilisée pour compenser les habiletés limitées de l’enfant en âge scolaire . Elle peut prendre la forme d’un ordinateur comprenant plusieurs programmes et dispositifs externes pour répondre aux besoins de l’enfant . 
L’écriture est une activité importante dans la vie d’un enfant d’âge scolaire, car celui-ci passe près de 30 % à 61 % de sa journée à accomplir des activités d’écriture. D’ailleurs, selon Feder & Majnemer (2007), cette activité a un impact important sur l’estime de soi, l’attitude et le comportement de l’enfant. L’ergothérapeute travaillant en pédiatrie reçoit fréquemment des références pour des élèves présentant des problèmes d’écriture. Selon la problématique, l’ergothérapeute peut être appelé à recommander l’utilisation d’une aide à la communication écrite.

## Avantages et inconvénients
L’utilisation d’une aide à la communication écrite entraine plusieurs avantages chez les enfants d’âge scolaire. En effet, elle permet à l’enfant d’avoir un meilleur contrôle de son environnement ainsi qu’un meilleur développement de son potentiel scolaire . L’élève voit également une augmentation de sa motivation à apprendre puisque l’aide technologique rend la communication écrite plus efficace . Les enseignants des enfants ayant reçu une aide à la communication écrite affirment voir une amélioration du comportement de l’enfant dans le contexte académique . En effet, les élèves développent de meilleures habitudes de travail et voient une augmentation de leur productivité dans les tâches scolaires. Toutefois, selon Copley & Ziviani (2004) , il existe plusieurs facteurs qui influencent l’implantation de l’aide à la communication écrite. Ceci est un aspect important à considérer pour l’ergothérapeute, car selon Swinth (2005) , le tiers des aides à la communication écrite sont abandonnées par l’usager dans les deux ans suivant l’acquisition de l’aide. L’ergothérapeute doit s’assurer de considérer les facteurs tels que le niveau d’implication et de volonté de l’enseignant, le milieu d’implantation, l’évaluation, le choix ainsi que la méthode d’implantation de l’aide, l’enseignement et le soutien offerts à l’enfant et à l’enseignant pour s’assurer d’une implantation efficace de l’aide à la communication écrite